# Phonopolis

Phonopolis — це майбутня відеогра, розроблена Amanita Design.

## Сюжет
Фелікс, непримітний молодий чоловік, живе у Фонополісі, місті, яким керує авторитарний Лідер. Він несвідомо стикається з великою загрозою з боку своїх співгромадян. Лідер створив систему ампліонів, через які він посилає підсвідомі команди, і за допомогою них веде все суспільство до досконалості. Але за тим, що, можливо, було благородним прагненням до досконалої спільноти в його насінні, лежить рабство, і Фелікс усвідомлює, що прагнення до Абсолютного Тону, якому Вождь присвятив своє життя, може закінчитися катастрофою. Тож він вирішує зірвати всі плани Вождя та подбати про те, щоб суспільство вижило у своїй недосконалості.

## Ігровий процес
Phonopolis — це пригодницька гра-головоломка, яка поєднує дослідження та головоломки.

## Розвиток
Phonopolis спочатку був розроблений Hammeware. Цей проєкт зацікавив Якуба Дворського з Amanita Design, і у 2016 році розробка перейшла до Amanita Design. Гру було офіційно анонсовано 18 травня 2022 року. Гра відрізняється від попередніх ігор Amanita Design своєю графікою. У той час як попередні ігри використовували 2D-графіку, Phonopolis використовує 3D-графіку, зроблену з паперу. Гра відсилає до мистецьких течій міжвоєнного авангарду, таких як конструктивізм, футуризм чи супрематизм.